# ДІА Чечен-прес
Thechechenpress, ДІА Чечен-прес — сайт уряду Чеченської Республіки Ічкерія в екзилі, що позиціонує себе як Державне інформаційне агентство Чечен-прес.
Власником сайту є Ахмед Закаєв, один з перших лідерів Чеченської Республіки Ічкерія, який мешкає в Лондоні. Чечен-прес конкурує з сайтом Кавказ-центр, який є офіційним інформаційним агентством Імарату Кавказ і належить Моволоді Удугову.